# Ангиопластика
Ангиопластика, также известная как баллонная ангиопластика и чрескожная транслюминальная ангиопластика ( ЧТА ), представляет собой малоинвазивная эндоваскулярную процедуру, используемую для расширения суженных или закупоренных артерий или вен, как правило, для лечения артериального атеросклероза 
Сдутый баллон, прикрепленный к катетеру ( баллонный катетер ), вводится по проводнику в суженный сосуд и затем надувается до фиксированного размера.  Баллон заставляет кровеносный сосуд и окружающую мышечную стенку расширяться, что позволяет улучшить кровоток.  Во время баллонирования может быть вставлен стент, чтобы гарантировать, что сосуд остается открытым, а затем баллон сдувается и извлекается. 

## Применение и показания

### Коронарная ангиопластика

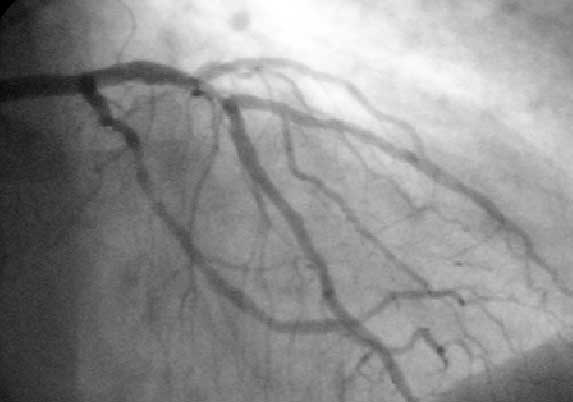
Коронарная ангиограмма (рентгенограмма с рентгеноконтрастным веществом в коронарных артериях), показывающая левое коронарное русло. Дистальная часть левой главной коронарной артерии (ЛКА) находится в левом верхнем квадранте изображения. Ее основными ветвями (также видны) являются левая огибающая артерия (ОА), которая сначала идет сверху вниз, а затем к центру вниз, и левая передняя нисходящая артерия (ЛПА), которая идет слева направо на изображении, а затем идет вниз по центру изображения, выступая под дистальной ОА. ЛПНА, как обычно, имеет две большие диагональные ветви, которые начинаются в центре верхней части изображения и направляются к центру правой части изображения.

Коронарная ангиопластика — это терапевтическая процедура для лечения стенозированных (суженных) коронарных артерий сердца, обнаруживаемых при ишемической болезни сердца .  Эти стенозированные сегменты коронарных артерий возникают из-за накопления холестериновых бляшек, которые образуются при состоянии, известном как атеросклероз .  Чрескожное коронарное вмешательство (ЧКВ) или коронарная ангиопластика со стентированием — это нехирургическая процедура, используемая для улучшения притока крови к сердцу. 
Коронарная ангиопластика  показана при заболеваниях коронарных артерий, таких как нестабильная стенокардия, инфаркт миокарда без подъема сегмента ST, инфаркт миокарда с подъемом сегмента ST и спонтанная перфорация коронарной артерии.  Было показано, что ЧКВ при стабильной ишемической болезни сердца значительно облегчает такие симптомы, как стенокардия или боль в груди, тем самым улучшая функциональные ограничения и качество жизни. 
Периферическая ангиопластика подразумевает использование баллона для открытия кровеносного сосуда за пределами коронарных артерий. Чаще всего ее применяют для лечения атеросклеротических сужений артерий брюшной полости, ног и почек, вызванных заболеванием периферических артерий . Часто периферическая ангиопластика применяется в сочетании с направляющей проволокой, периферическим стентированием и атерэктомией . 

### Хроническая ишемия, угрожающая конечностям
Ангиопластика может использоваться для лечения прогрессирующего заболевания периферических артерий с целью облегчения хромоты или боли в ногах, которая обычно ассоциируется с этим заболеванием. 
В исследовании BASIL (шунтирование против ангиопластики при тяжелой ишемии нижних конечностей) сначала изучалось инфраингвинальное шунтирование в сравнении с ангиопластикой у отдельных пациентов с тяжелой ишемией нижних конечностей, которые были кандидатами на любую из этих процедур. Исследование BASIL показало, что ангиопластика связана с меньшей краткосрочной заболеваемостью по сравнению с шунтированием, однако долгосрочные результаты свидетельствуют в пользу шунтирования. 
Руководящие принципы ACCF/AHA, основанные на исследовании BASIL, рекомендуют баллонную ангиопластику только пациентам с ожидаемой продолжительностью жизни 2 года или менее или тем, у кого нет аутогенной вены . Для пациентов с ожидаемой продолжительностью жизни более 2 лет или у которых имеется аутогенная вена, сначала может быть выполнена операция шунтирования. 

#### Ангиопластика почечной артерии
Стеноз почечной артерии связан с гипертонией и потерей функции почек .  Атеросклеротическую обструкцию почечной артерии можно лечить с помощью ангиопластики со стентированием почечной артерии или без него.  Существует слабая рекомендация по ангиопластике почечной артерии у пациентов со стенозом почечной артерии и внезапным отеком или застойной сердечной недостаточностью. 

### Венозная ангиопластика
Ангиопластика используется для лечения венозного стеноза, затрудняющего доступ к диализу, при этом баллонная ангиопластика с лекарственным покрытием обеспечивает лучшую проходимость в течение 6 и 12 месяцев, чем обычная баллонная ангиопластика.  Ангиопластика иногда используется для лечения остаточного стеноза подключичной вены после декомпрессионной операции при синдроме грудного выхода .  Существует слабая рекомендация по стентированию глубоких вен для лечения обструктивного хронического заболевания вен. 

## Противопоказания
Для ангиопластики необходим сосуд доступа, обычно бедренная или лучевая артерия или бедренная вена, чтобы обеспечить доступ к сосудистой системе для используемых проводов и катетеров. Если нет сосуда доступа достаточного размера и качества, ангиопластика противопоказана. Небольшой диаметр сосуда, наличие задней кальцификации, окклюзии, гематомы или более раннее размещение шунта могут значительно затруднить доступ к сосудистой системе. </link>
Чрескожная транслюминальная коронарная ангиопластика (ЧТКА) противопоказана пациентам с поражением ствола левой коронарной артерии из-за риска спазма ствола левой коронарной артерии во время процедуры.  Кроме того, ЧТКА не рекомендуется, если стеноз коронарных артерий составляет менее 70%, поскольку стеноз ниже этого уровня не считается гемодинамически значимым. 

## Техника

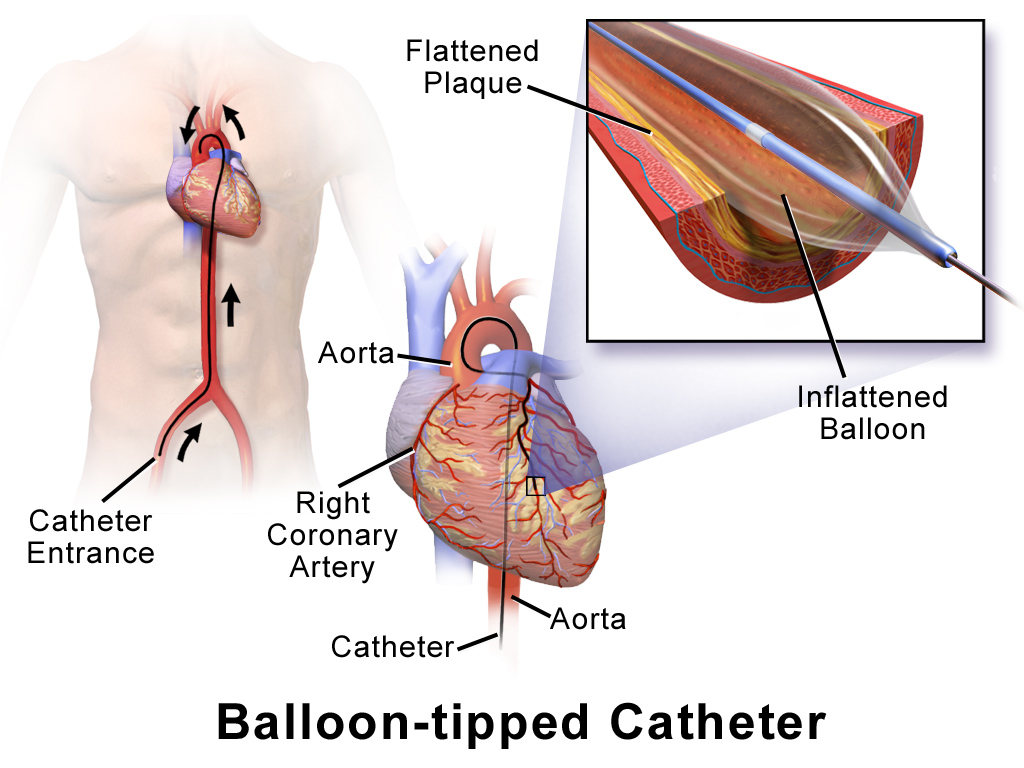
Катетер с баллонным наконечником.

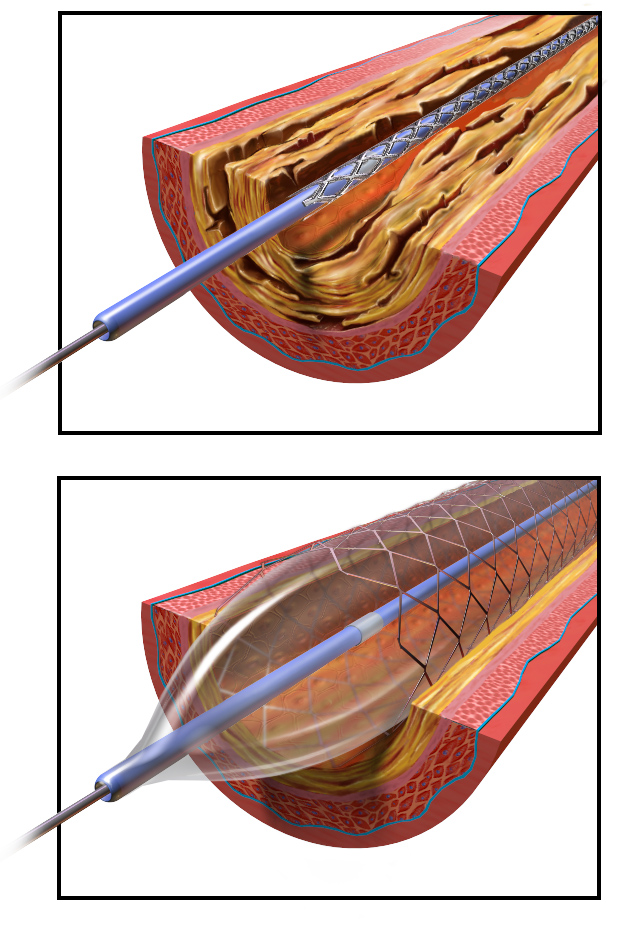
Баллон, надутый стентом

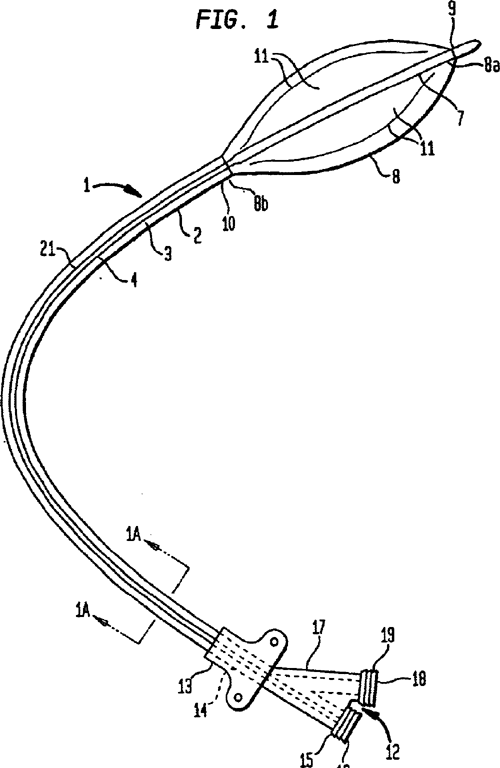
Схема баллонного катетера

Доступ к сосудистой системе обычно осуществляется чрескожно (через кожу, без большого хирургического разреза). В кровеносный сосуд вводится проводниковый футляр по методу Сельдингера .  Флюороскопический контроль использует магнитно-резонансную или рентгеновскую флюороскопию и рентгеноконтрастное вещество для направления изогнутых проводов и катетеров к области тела, подлежащей лечению, в режиме реального времени.  Конический проводник выбирают для небольших окклюзий, за ним следуют проводники промежуточного типа для извилистых артерий и трудностей прохождения через очень узкие каналы, а жесткие провода — для твердых, плотных и тупых окклюзий. 
Для лечения сужения кровеносного сосуда через стеноз в сосуде проводится провод, а баллон на катетере проводится по проводу и вводится в нужное место.  Позиционирование проверяется с помощью флюороскопии, а баллон надувается с помощью воды, смешанной с контрастным веществом, до давления, превышающего нормальное артериальное давление в 75–500 раз (от 6 до 20 атмосфер), при этом для большинства коронарных ангиопластик требуется менее 10 атмосфер.  Также может быть установлен или не установлен стент .
По завершении процедуры баллоны, провода и катетеры удаляются, а место прокола сосуда обрабатывается либо прямым давлением, либо сосудистым окклюдером . 
Трансрадиальный артериальный доступ (ТРА) и трансфеморальный артериальный доступ (ТФА) — это два метода чрескожного коронарного вмешательства.  ТРА является методом выбора для лечения острого коронарного синдрома (ОКС), поскольку он имеет значительно более низкую частоту кровотечений и сосудистых осложнений по сравнению с подходом ТФА.  ТРА также имеет преимущество в снижении смертности у пациентов с высоким риском ОКС и пациентов с высоким риском кровотечения.  Было также обнаружено, что ТРА улучшает качество жизни, а также снижает расходы и ресурсы на здравоохранение. 

## Риски и осложнения
По сравнению с хирургическим вмешательством ангиопластика является менее рискованным вариантом лечения заболеваний, для которых она применяется, однако существуют уникальные и потенциально опасные риски и осложнения, связанные с ангиопластикой:
- Эмболизация, или выброс инородных тел в кровоток [22]
- Кровотечение из-за чрезмерного надувания баллонного катетера или использования ненадлежащим образом большого или жесткого баллона, или наличия кальцинированного целевого сосуда. [22]
- Образование гематомы или псевдоаневризмы в месте доступа [22]
- Радиационно-индуцированные повреждения (ожоги) от используемых рентгеновских лучей [23]
- Контрастное повреждение почек [24]
- Синдром гиперперфузии головного мозга, приводящий к инсульту, является серьезным осложнением ангиопластики сонной артерии со стентированием. [25]

Ангиопластика также может обеспечить менее надежное лечение атеросклероза и быть более склонной к рестенозу по сравнению с сосудистым шунтированием или аортокоронарным шунтированием .  Баллонная ангиопластика с лекарственным покрытием приводит к значительно меньшему количеству рестеноза, поздней потери просвета и реваскуляризации целевого поражения как в краткосрочной, так и в среднесрочной перспективе по сравнению с баллонной ангиопластикой без покрытия при окклюзионной болезни бедренно-подколенной артерии.  Хотя ангиопластика бедренно-подколенной артерии с использованием стентов и баллонов, покрытых паклитакселом, значительно снижает частоту рестеноза сосудов и реваскуляризации целевого поражения, было также обнаружено, что она повышает риск смерти. 

## Восстановление
После ангиопластики большинство пациентов находятся под наблюдением в больнице в течение ночи, но если нет никаких осложнений, пациентов отправляют домой на следующий день. 
Место установки катетера проверяется на наличие кровотечения и отека, а также контролируется частота сердечных сокращений и артериальное давление для выявления позднего разрыва и кровотечения.  Протокол послеоперационного наблюдения также включает мониторинг диуреза, сердечных симптомов, боли и других признаков системных проблем.  Обычно пациентам назначают лекарства, которые расслабляют их и защищают артерии от спазмов . Пациенты обычно могут ходить в течение двух-шести часов после процедуры и возвращаться к своему обычному образу жизни к следующей неделе. 